# Анджело Бадаламенті
Андже́ло Бадаламе́нті (англ. Angelo Badalamenti; нар. 22 березня 1937, Бруклін, Нью-Йорк, США — 11 грудня 2022, Лінкольн-Парк, Нью-Джерсі, США) — американський піаніст і композитор, який написав музику до більше ніж 70 фільмів, комп'ютерних ігор, телесеріалів тощо. Бадаламенті — напівіталієць (мати — американка, батько — італієць).
З дитинства захоплювався оперою та класичною музикою. Навчався в Істменській і Мангеттенській школі музики.
Співпраця Лінча та Бадаламенті почалася на зйомках фільму «Синій оксамит» (англ. Blue Velvet). Бадаламенті був учителем співу Ізабелли Росселліні. За сценарієм вона повинна була співати «Пісню сирени» (англ. Song of the Siren), але Лінч не зміг домовитися з власниками авторських прав. Тоді вони з Бадаламенті написали пісню «Таємниці кохання» (англ. Mysteries of Love). У фільмі Бадаламенті зіграв піаніста (пізніше він у фільмі Лінча «Малголленд-Драйв» був продюсером).
Написав музику для церемонії запалювання Олімпійського вогню на Літніх Олімпійських іграх 1992 року в Барселоні.
Нагороджений премією «Греммі». Помер у віці 85 років у США.

## Фільмографія

### Фільми
- 1986 — Синій оксамит / Blue Velvet
- 1987 — Кошмар на вулиці В'язів 3: Воїни сну / A Nightmare on Elm Street 3: Dream Warriors
- 1987 — Круті хлопці не танцюють / Tough Guys Don't Dance
- 1987 — Бур'яни / Weeds
- 1989 — Родичі / Cousins
- 1989 — Різдвяні канікули / National Lampoon's Christmas Vacation
- 1989 — Почекай до весни, Бандіні / Wait Until Spring, Bandini
- 1990 — Комфорт незнайомців / The Comfort of Strangers
- 1990 — Дикі серцем / Wild at Heart
- 1992 — Твін Пікс: Вогню, іди зі мною / Twin Peaks: Fire Walk With Me
- 1993 — Голі в Нью-Йорку / Naked in New York
- 1996 — Місто загублених дітей / La Cité des enfants perdus
- 1997 — Криваві апельсини / The Blood Oranges
- 1997 — Загублене шосе / Lost Highway
- 1999 — Дорога на Арлінгтон / Arlington Road
- 1999 — Назавжди мій / Forever Mine
- 1999 — Святий дим! / Holy Smoke!
- 2000 — Шматочок Едему / A Piece of Eden
- 2000 — Пляж / The Beach
- 2001 — Малголленд-Драйв / Mulholland Drive
- 2002 — Противник / The Adversary
- 2002 — Автофокус / Auto Focus
- 2002 — Лихоманка / Cabin Fever (спільно з Натаном Барром)
- 2002 — Секретарка / Secretary
- 2003 — Опір / Resistance
- 2004 — Академія смерті / Napola — Elite fur den Fuhrer
- 2004 — Евіленко / Evilenko
- 2004 — Довгі заручини / Un long dimanche de fiançailles
- 2005 — Темні води / Dark Water
- 2005 — Dominion: Приквел до Екзорциста / Dominion: Prequel to the Exorcist
- 2006 — Плетена людина / The Wicker Man
- 2008 — Заборонене кохання / The Edge of Love
- 2009 — Груди 44 дюйми / 44 Inch Chest
- 2010 — Жінка / A Woman
- 2011 — Поцілунок метелика / A Butterfly Kiss
- 2012 — Прощальний квартет / A Late Quartet
- 2013 — Сталінград / Сталінград
- 2018 — Між словами / Between Worlds

### Телебачення
- 1990, 2017 — Твін Пікс / Twin Peaks
- 1994 — Всередині акторської студії / Inside the Actors Studio
- 1995 — Полювання на відьом / Witch Hunt
- 1996 — Профайлер / Profiler
- 1997 — Останній Дон / The Last Don

### Відеоігри
- 2005 — Фаренгейт / Fahrenheit

## Дискографія
- 1973 — Gordon's War
- 1974 — Law and Disorder
- 1976 — Across the Great Divide
- 1977 — It's A Brand New World
- 1986 — Blue Velvet
- 1987 — Nightmare On Elm Street 3: Dream Warriors
- 1989 — Christmas Vacation
- 1990 — The Comfort Of Strangers
- 1990 — Twin Peaks
- 1990 — Wild At Heart
- 1991 — Hearted
- 1992 — Hotel Room
- 1992 — Twin Peaks: Fire Walk With Me
- 1993 — The Best Of A Nightmare On Elm Street
- 1994 — Naked In New York
- 1995 — La City Des Enfants Perdus
- 1996 — Profiler
- 1997 — The Blood Oranges
- 1998 — A Story of a Bad Boy
- 1998 — Top Series Volume 1: 20 Génériques T.V. Cultes
- 1999 — Arlington Road
- 2000 — Beach, The
- 2001 — Agents Secrets
- 2001 — Cet Amour-La
- 2002 — Adversaire, L'
- 2003 — Films Du Futur, Les
- 2004 — Evilenko
- 2004 — Un Long Dimanche De Fiançailles
- 2005 — Dark Water
- 2006 — The European Film Music Collection